# ハードSF研究所
ハードSF研究所（ハードエスエフけんきゅうじょ、Hard SF Laboratory）は、1982年5月にSF作家石原藤夫によって設立された、ハードSF及び本格SFの研究、ハードSFの振興を目的とするSFファンクラブである。主宰は石原藤夫、所長は竹本一男。

## 略史
元々は、石原藤夫が1979年、早川書房の月刊雑誌「SFマガジン」誌上に「ハードSF振興20年計画」を発表し、それに賛同するSF関係者が集まったことから始まった。活動内容は、ハードSF作家の育成とSF書誌研究・SF科学の考察などである。研究所のメンバーには、SF作家、SF評論者、翻訳家のみならず、理系の研究者も客員研究員として名を連ねている。
かつて、『SFマガジン』において、現役科学者の会員が、自身が研究している先端科学を紹介するコラム「ハードSF研のページ」を連載していた。
2019年10月号の会報はVOL.171「ブラックフレーム」（著：スタンリイ・G・ワインボウム）全訳・再録であり、40年の長期にわたるSF書誌研究・SF科学の考察ファンジン活動となっている。
2021年2月には205号を発行し、柴野拓美が主宰していた「科学創作クラブ」の宇宙塵の最終号204号を超えた。2022年現在も、「ハードSF研究所」の公報を発行し続けている。日本で一番多くおそらく世界でも一番多く刊行されたSFファンジンとなっている。

## 客員研究員

### SFプロダム
- 浅倉久志（ＳＦ翻訳家）
- 石川英輔（ＳＦ作家）
- 石川喬司（ＳＦ作家）
- 伊藤典夫（ＳＦ翻訳家）
- 大野万紀（ＳＦ翻訳家）
- 梶尾真治（ＳＦ作家）
- 高齋正（ＳＦ作家）
- 小松左京（ＳＦ作家）
- 斉藤伯好（ＳＦ翻訳家）
- 柴野拓美（ＳＦ翻訳家）
- 瀬川昌男（ＳＦ作家）
- 高井信（ＳＦ作家）
- 高千穂遥（ＳＦ作家）
- 谷甲州（ＳＦ作家）
- 手塚治虫（マンガ家・医学博士）
- 野阿梓（ＳＦ作家）
- 野田昌宏（ＳＦ作家・翻訳家）
- 長谷川正治（ＳＦイラストレータ）
- 堀晃（ＳＦ作家）
- 宮武一貴（ＳＦイラストレータ）
- 森下一仁（ＳＦ作家）
- 山高昭（元岩波書店編集者・ＳＦ翻訳家）
- クライン・ユーベルシュタイン（ＳＦ作家）

### 学問分野の権威
- 植村俊亮（奈良先端科学技術大学大学院大学教授・情報工学・工学博士）
- 宇佐美昇三（駒沢女子大学教授・教育学）
- 鵜野誠（科学新聞編集委員・科学史）
- 勝見允行（国際キリスト教大学教授・植物学・理学博士）
- 倉田正也（元ダイヤリサーチ社長・化学・科学解説者）
- 倉田卓次（弁護士・元東京高裁判事・法学博士）
- 佐野英（海野十三奥様）
- 瀬名尭彦（古典ＳＦ研究家）
- 高津眞也（専修大学教授・元朝日新聞科学部長、科学朝日編集長）
- 二宮康明（日本紙飛行機協会会長・通信工学・工学博士）
- 平林久（国立宇宙科学研究所教授・電波天文学・理学博士）
- 別所照彦（元静岡大学教授・情報工学・工学博士）
- 堀源一郎（元東京大学教授・天体力学・理学博士）
- 松田卓也（神戸大学教授・天体物理学・理学博士）
- 松前仰（東海大学教授・衆議院議員・通信工学・工学博士）
- 山口和男（電線会社理事・光通信・工学博士・元零戦パイロット）
- 山崎昶（電気通信大学助教授・化学、データベース・理学博士）
- 脇英世（東京電機大学教授・コンピュータ科学・工学博士）
- KELLY P.OHKA（電気会社経営・航空機研究家・元零戦パイロット）